# Huang Wan
Pour les articles homonymes, voir Huang.
Huang Wan (? - 192) était un ministre chinois sous l'influence du seigneur de guerre Dong Zhuo lors de la dynastie Han en Chine antique. Occupant parmi les plus hautes positions hiérarchiques du gouvernement, il planifia l'assassinat de Dong Zhuo, qui agissait en tyran. 

## Biographie
Grand coché responsable de l’approvisionnement en chevaux et voitures pour l’Empereur et l’armée, il devint, en l’an 188, Protecteur impérial de la province de Yu. 
En l’an 189, il fut promu ministre de l’Intérieur et lorsque Dong Zhuo devint Premier ministre en l’an 190, il fut promu Grand commandant. Il fut toutefois démis de ses fonctions peu après s’être opposé avec Yang Biao à la proposition de Dong Zhuo de déménager la capitale à Chang'an. Terrorisé par le despotisme de Dong Zhuo, il alla peu après s’excuser et ce dernier l’éleva au rang noble de Grand de la maison impériale. 
En l’an 192, alors Colonel directeur des domestiques, il planifia secrètement l’assassinat de Dong Zhuo avec Wang Yun et d’autres complices. Dong Zhuo fut par conséquent tué par Lü Bu, mais Li Jue et Guo Si, deux fidèles supporters du défunt, menèrent un coup d’État et reprirent le pouvoir. La même année, Huang Wan fut arrêté et mis à mort par Li Jue et ses hommes. 